# Mouvement pour l'Évolution Sociale de l'Afrique Noire

Partilogotyp

Mouvement pour l'Évolution Sociale de l'Afrique Noire (MESAN) var det första politiska partiet i Centralafrikanska republiken och är idag namnet på ett av de partier som menar sig föra arvet från det ursprungliga partiet vidare.
MESAN grundades 1949 av Barthélemy Boganda, men erkändes först 1951 som politiskt parti. I december 1960, tre månader efter självständigheten förbjuds oppositionspartiet Mouvement d'Évolution Démocratique de l'Afrique entrale (MEDAC), som leddes av Bogandas tidigare vapendragare Abel Goumba. Därmed blev MESAN under ledning av David Dacko det enda partiet. Först i de institutionella reformerna 1962 och 1964 blev dock MESAN det formellt enda tillåtna partiet.
I december 1976 beslutade MESAN:s extraordinära kongress att Centralafrikanska republiken skulle bli ett kejsardöme och i december 1977 kröntes partiledaren Jean-Bédel Bokassa till kejsare. 
Under 1979 utmanades MESAN av två oppositionspartier i exil: Front Patriotique Oubanguien (FPO) under ledning av Abel Goumba och Mouvement pour la Libération du Peuple Centrafricain (MLPC), lett av tidigare premiärministern Ange-Félix Patassé.
Efter att Frankrike låtit störta Bokassa återgick Dacko till ledningen för MESAN och blev landets president. I september 1981 störtades Dacko av general André Kolingba som döpte om MESAN till Rassemblement démocratique centrafricain (RDC). 
När oppositionspartier uppstod i samband med demokratiseringen i början på 1990-talet uppstod också MESAN på nytt, trots att det äldre MESAN fanns kvar under namnet RDC. Det nya MESAN splittrades dock tidigt i två partier vid namn MESAN respektive MESAN-Boganda. Dessa tre partier hävdar var för sig vara det parti som idag förvaltar arvet från Boganda.
- RDC leds idag av André Kolingba
- MESAN leds av Fidèle Ogbami
- MESAN-Boganda leds av Dieudonné-Stanislas M’Bangot